# Amenemhet (Fürst von Teh-chet)

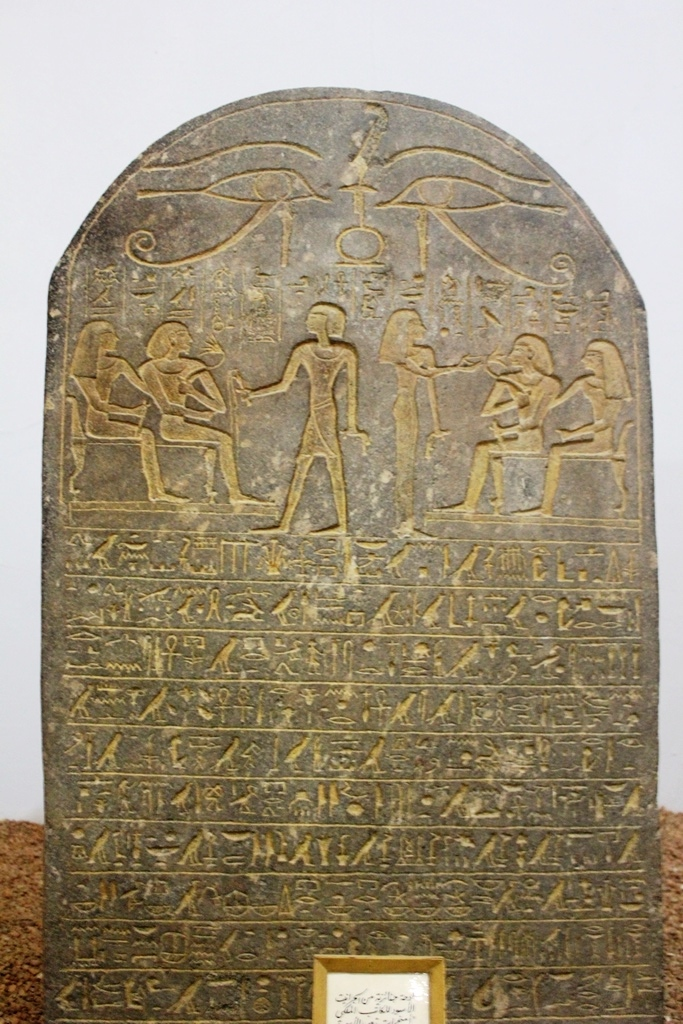
Stele aus dem Grab des Amenemhet, heute im Nationalmuseum Sudan, Inventar-Nr. SNM 63/4/7

Amenemhet war ein nubischer Beamter im Dienste der Ägypter in der 18. Dynastie.
Im Neuen Reich ist Unternubien von den Ägyptern unterworfen worden. Zur Verwaltung der neuen Provinz wurden lokale Eliten in die Dienste der Pharaonen gestellt. Alte Stammesgebiete wurden unter die Herrschaft neuer, loyaler Fürsten gestellt. Ein Stammesgebiet war Teh-chet, dessen Zentrum bei dem heutigen Dibeira gelegen haben muss. Hier herrschten die Fürsten von Teh-chet (Wr-n-Tḥ-ḫt = Ur-en-Teh-chet).
Amenemhet war Fürst von Teh-chet unter der regierenden Königin Hatschepsut. Sein Vater Ruiu war auch Fürst von Teh-chet. Nach dessen Tod wurde dessen Sohn Djehutyhotep Nachfolger im Amt. Amenemhet ist von verschiedenen Denkmälern bekannt, durch die sich seine Karriere verfolgen lässt. Aus Buhen stammt eine Statue, auf der er als einfacher Schreiber erscheint. Auf anderen Objekten erscheint er mit den Titeln wachsamer Führer der Gottesgemahlin und der mutige Führer in Unternubien. Nach dem Tod seines Bruders Djehutyhotep wurde er dann zum Fürsten von Teh-chet ernannt. Sein Grab fand sich bei Dibeira. Es handelt sich um eine Lehmziegelpyramide mit Kapelle, in der sich eine Stele fand, die ihn und seine Familie nennt. Es scheint, dass Amenemhet keine Kinder gehabt hat. Auf jeden Fall sind keine weiteren unmittelbaren Nachfolger im Amt des Fürsten von Teh-chet bekannt. Diese Unkenntnis kann aber auch nur an den fehlenden Funden liegen.